# Yosuke Yamashita
Yosuke Yamashita (Japans: 山下 洋輔, Yamashita Yōsuke) (Tokio, 26 februari 1942) is een Japanse jazzpianist, componist, arrangeur en songwriter. Yosuke Yamashita is een Japanse pianist van de creatieve jazz. In Europa werd hij tijdens de jaren 1970 beschouwd als de bekendste vertegenwoordiger van de Japanse freejazz (Martin Kunzler). Met aanvankelijk totaal gebruik van energie en uiteindelijk steeds subtielere differentiatie, ontwikkelde hij een onafhankelijke muziek, die aanvankelijk vaak een gebrek aan begrip ervoer als Kamikaze Jazz. Aan de andere kant zei zijn pianocollega Walter Norris: 'Hij is veel meer dan een zeer goede technicus, hij heeft dezelfde macht om zich uit te drukken zoals we van Charlie Parker hoorden. Natuurlijk zijn er mensen die deze muziek alleen een soort geluid noemen, maar ze hebben het helemaal mis. Yamashita weerspiegelt het heden in zijn muziek'.

## Biografie
Yamashita had aanvankelijk als kind vioollessen. Hij speelde piano in de dixieland-band van zijn broer en kreeg privéles van een pianist. Van 1962 tot 1967 studeerde hij compositie, piano en muziekgeschiedenis aan de Kunitachi University of Music (Kunitachi Ongaku Daigaku). Destijds trad hij al op met de bands van Terumasa Hino, Masabumi Kikuchi en Sadao Watanabe. In 1969 richtte hij zijn free powerplay trio op met de saxofonist Seiichi Nakamura, die later werd vervangen door Akira Sakata en de drummer Takeo Moriyama resp. Shota Koyama en de eerste albums presenteerde, die aanvankelijk alleen op de Japanse markt werden uitgebracht. In 1974 maakte hij met het trio een zeer succesvolle Europese tournee, optredend tijdens het Moers Festival, de Donaueschingen Muziekdagen en de Berlin Jazz Days. De komende jaren volgden nog meer gastoptredens in Europa, waar het trio ook werd versterkt door Manfred Schoof en Adelhard Roidinger.
In Japan verscheen hij enerzijds met Akira Sakata, Toshinori Kondo, Gerald Ohshita, Hideaki Mochizuki en Shota Koyama in het Jam Rice Sextet, anderzijds met Masahiko Sato in een duo. In 1979 presenteerde Yamashita zijn trio voor het eerst in de Verenigde Staten, waar hij optrad tijdens het Newport Jazz Festival, maar nam hij ook het album First Time op met de AACM-muzikanten Joseph Jarman, Malachi Favors en Don Moye. In de jaren 1980 gaf hij meer ruimte aan klankdifferentiaties en raakte hij geïnteresseerd in grootschalige instrumentaties. Hij leidde een bigband en nam zijn eigen composities op met het Osaka Philharmonic Orchestra, maar ook met George Gershwin's Rhapsody in Blue. Hij trad ook op met traditionele percussie-ensembles zoals Kodō uit Japan (album Kodo vs. Yosuke Yamashita - Live, 1986) en Samulnori uit Zuid-Korea. Hij nam het album Bolero op met de Shakuhachi-speler Hozan Yamamoto, met Bennie Wallace Brillant Corners. Er waren ook concerten en opnamen met Bill Laswell, Lester Bowie, Elvin Jones en Max Roach. In 1988 richtte hij zijn New York Trio op met Cecil McBee en Pheeroan akLaff, dat ook verscheen met Joe Lovano, Ravi Coltrane en Tim Berne en opnamen presenteerde zoals Crescendo, Sakura Live of Wind of Age. Tegelijkertijd leidde hij een Japans trio. Yamashita is ook een veel gelezen essayist. Hij heeft meer dan tien boeken in Japan gepubliceerd.
In mei 2003 ontving Yamashita voor zijn diensten het ordeband in Purper van de Japanse regering. Sinds 2004 is hij gasthoogleraar aan de Kunitachi University of Music. In 2008 speelde hij op zijn brandende (oude) vleugel en liet hij zichzelf filmen.

## Discografie
- 1976: Clay (Enja Records) solo
- 1976: Chiasma (MPS Records) Trio met Akira Sakata en Takeo Moriyama live in Heidelberg 1975
- 1976: Banslikana (Enja Records) solo
- 1977: Inner Space (Enja Records) met Adelhard Roidinger
- 1984: It Don't Mean A Thing (DIW Records) solo
- 1984: Breath (Denon) met Hozan Yamamoto en Masahiko Togashi
- 1993: Kurdish Dance (Verve Records) met Joe Lovano, Cecil McBee en Pheeroan akLaff
- 1993: Dazzling Days (Verve Records)
- 1999: Fragments 1999 (Verve Records) met McBee & akLaff
- 2000: Resonant Memories (Verve Records) solo